# 马恩维
马恩维（Manvi），是印度卡纳塔克邦Raichur县的一个城镇。总人口37555（2001年）。

## 人口
该地2001年总人口37555人，其中男性19074人，女性18481人；0—6岁人口6462人，其中男3242人，女3220人；识字率46.69%，其中男性为54.52%，女性为38.60%。